# Pleospora spartinae
Pleospora spartinae är en svampart som först beskrevs av J. Webster & M.T. Lucas, och fick sitt nu gällande namn av Apinis & Chesters 1964. Pleospora spartinae ingår i släktet Pleospora och familjen Pleosporaceae.   Inga underarter finns listade i Catalogue of Life.